# سور جرجان

خريطة من مسير السور

سور جرجان العظيم أو سور الإسکندر العظيم أو الجدار الاحمر، الذي أیضًا يسمى الثعبان الأحمر في النصوص القدیمة هو سور تاريخي يمتد من جانب بحر قزوين ويستمر حتى جبال كلیداغ فی شمال شرقي كلاله. وهو بطول 200 کم، ومن أکبر متاريس العالم بعد سور الصين العظيم (بطول 6000 کم).